# Нептунова чаша
Нептуновата чаша (Cliona patera) е вид водна гъба от семейство Clionaidae.

## Разпространение
Дълго време се е смятало, че видът е изчезнал от края на 1900 г., но живи екземпляри са открити отново през 2011 г. край бреговете на Сингапур и Тайланд. Впоследствие те бяха транспортирани, за да могат да бъдат достатъчно близо за възпроизвеждане.
По-късно в Камбоджа е намерена друга популация.

## Описание
Размерите им могат да достигат до 5 метра, като всеки месец могат да нарастват с няколко сантиметра.